# Samppa Lajunen
Samppa Lajunen (Turku, 23 de abril de 1979) é um ex-atleta do combinado nórdico. Dono de cinco medalhas olímpicas, seu principal momento na carreira ocorreu quando conquistou as três medalhas de ouro possíveis nos Jogos de Salt Lake City 2002.
Lajunen também foi bem sucedido em Campeonatos Mundiais, com oiro medalhas. Após encerrar sua carreira precocemente, aos 24 anos, se dedicou aos estudos na Universidade de Jyväskylä, se formando em 2007.